# Stockholm Internet Forum

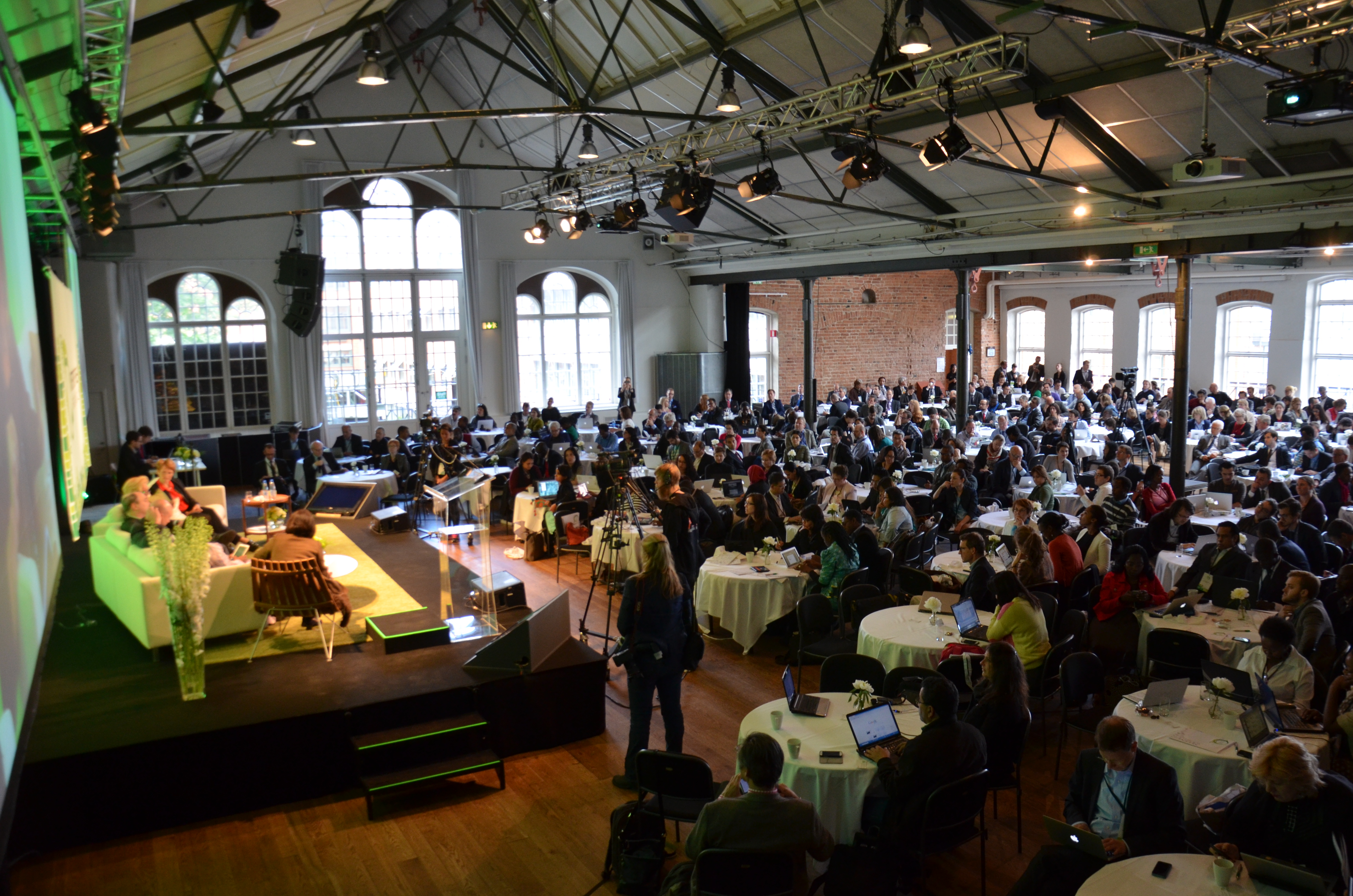
Stockholm Internet Forum, maj 2014

Stockholm Internet Forum är en internationell konferens i Stockholm som syftar till att fördjupa diskussionen om hur frihet och öppenhet på Internet ska kunna främja ekonomisk och social utveckling i alla länder.
Konferensen hölls första gången 2012, och har därefter hållits 2013, 2014, 2015, 2017 och 2019.  Deltagarna kommer från politiska institutioner i den offentliga sektorn, representanter för civila samhället, nätaktivister och dem som arbetar med Internets tekniska aspekter. Arrangörer har varit utrikesdepartementet i Sverige, Sida och Stiftelsen för Internetinfrastruktur. Konferensen arrangeras 2019 av Sida. 
Konferensen 2014 hölls i maj i Münchenbryggeriet i Stockholm på temat personlig integritet på Internet, genomsiktlighet, övervakning och kontroll.
Vid konferensen togs bland annat upp frågan varför inte Edward Snowden inbjudits till konferensen med hänsyn till dennes roll beträffande diskussionen runt om i världen 2013 om övervakning och kontroll av Internet.
Konferensen 2019 hålls på Stockholm City Conference Center i Stockholm och har bland andra den brittiske författaren Peter Pomerantsev som huvudtalare.